# Seznam ruskih kozmologov
Seznam ruskih kozmologov.

## B
- Vladimir Aleksejevič Belinski (1941 –)
- Vladimir Borisovič Braginski (1931 – 2016)
- Matvej Petrovič Bronštejn (1906 – 1938)
- Aleksander Janovič Burinski (1939 –)

## Č
- Genadij V. Čibisov (1946 – 2008) ?
- Aleksandr I. Čiževski (1897 – 1964)

## F
- Nikolaj Fjodorovič Fjodorov (1829 – 1903) (filozof)
- Aleksander Aleksandrovič Fridman (1888 – 1925)
- Frolov

## G
- George Gamow (1904 – 1968)
- Vitalij Lazarevič Ginzburg (1916 – 2009)
- Erast Borisovič Gliner (1923 – 2021)

## H
- Izak Markovič Halatnikov (Ukrajina, 1919 – 2021)

## K
- Nikolaj Semjonovič Kardašov (1932 – 2019)
- Lev Abramovič Kofman (1957 – 2009)
- Sergej Vladilenovič Krasnikov (1961 –)
- Ilja Aleksandrovič Kuzin (1961 –)  ?

## L
- Andrej Dimitrijevič Linde (1948 –)

## M
- Vjačeslav Fjodorovič Muhanov (1952/56? –)

## N
- Igor Dimitrijevič Novikov (1935 –)

## R
- Valerij Anatoljevič Rubakov (1955 –)

## S
- Andrej Dimitrijevič Saharov (1921 – 1989)
- Rašid Alijevič Sjunjajev (1943 –)
- Aleksej Aleksandrovič Starobinski (1948 –)

## Š
- Jurij Mihajlovič Širokov ?(1921 – 1980)
- Josif Samujilovič Šklovski (1916 – 1985)
- Tigran Aramovič Šmaonov

## V
- Alexander Vilenkin (1949 –) (rusko-ameriški)
- Boris Aleksandrovič Voroncov-Veljaminov (1904 – 1994)

## Z
- Jakov Borisovič Zeldovič (1914 – 1987)
- Feliks Jurjevič Zigel (1920 – 1988)